# 日曜の夜は出たくない
日曜の夜は出たくない（にちようのよるはでたくない）は、倉知淳の推理小説。猫丸先輩シリーズの第1作目であり、倉知淳のデビュー作でもある。短編が7+2作収録されている。
タイトルは、たまの楽曲「かなしいずぼん」の歌詞からの引用。

## 概要
今日も今日とて披露宴帰りに謎解きを始めた猫丸先輩。新聞記事につられて現地に赴くこともあれば、あちらの海では船頭修業。絶妙のアドリブで舞台の急場を凌ぎ、こちらでは在野の研究家然とする。飲み屋で探偵指南をするやら、悩み相談に半畳を打つやら……天馬空を行く不羈なるおかたである。事ある所ないところ黒い上着を翻し、迷える仔羊の愁眉を開く、猫丸先輩ここにあり。

## 収録作
空中散歩者の最期
- 空中散歩を楽しんでいた鳥人の墜落(?)事故の謎とは!?

約束
- 孤独な少女を慰める「おじちゃん」の不可解な『自殺』の謎とは!?

海に棲む河童
- メルヘンが語り継ぐ海辺の因果な出来事の謎とは!?

一六三人の目撃者
- 衆人環視の舞台で迫真に過ぎた死の演技の謎!!

寄生虫館の殺人
- あやしの館に繰り広げられる摩訶不思議な殺人事件の謎とは!?

生首幽霊
- 意趣返しを企む男・八木沢が潜入した怪アパートで見たものとは!?

日曜の夜は出たくない
- 血も凍る「日曜の切り裂き魔」の正体は彼!?

誰にも解析できないであろうメッセージ
蛇足―あるいは真夜中の電話